# Giro di Romandia 2012
Il Giro di Romandia 2012, sessantaseiesima edizione della corsa, valido come quattordicesima prova dell'UCI World Tour 2012, si svolse in cinque tappe dal 24 al 29 aprile 2012 precedute da un prologo, per un percorso totale di 695,04 km. Vincitore fu il britannico Bradley Wiggins della squadra Sky Procycling, che concluse la corsa in 18h05'40" alla media di 38,415 km/h.

## Tappe
| Tappa  | Data      | Percorso                                          | km     | Vincitore di tappa | Leader cl. generale |
| ------ | --------- | ------------------------------------------------- | ------ | ------------------ | ------------------- |
| Prol.  | 24 aprile | Losanna (cron. individuale)                       | 3,34   | Geraint Thomas     | Geraint Thomas      |
| 1ª     | 25 aprile | Morges > La Chaux-de-Fonds                        | 184,5  | Bradley Wiggins    | Bradley Wiggins     |
| 2ª     | 26 aprile | Montbéliard (FRA) > Moutier                       | 149,1  | Jonathan Hivert    | Bradley Wiggins     |
| 3ª     | 27 aprile | La Neuveville > Charmey                           | 157,6  | Luis León Sánchez  | Bradley Wiggins     |
| 4ª     | 28 aprile | Bulle > Sion                                      | 184    | Luis León Sánchez  | Luis León Sánchez   |
| 5ª     | 29 aprile | Crans-Montana > Crans-Montana (cron. individuale) | 16,5   | Bradley Wiggins    | Bradley Wiggins     |
| Totale | Totale    | Totale                                            | 695,04 |                    |                     |

## Squadre e corridori partecipanti
Partecipanoo alla corsa venti squadre, diciotto delle quali rientrano nell'elenco dei ProTeams. Le altre due formazioni, Saur-Sojasun e Team Europcar, rientrano nella fascia UCI Professional Continental.
| N.    | Cod. | Squadra                |
| ----- | ---- | ---------------------- |
| 1-8   | BMC  | BMC Racing Team        |
| 11-18 | OPQ  | Omega Pharma-Quickstep |
| 21-28 | LIQ  | Liquigas-Cannondale    |
| 31-38 | KAT  | Katusha Team           |
| 41-48 | AST  | Astana Pro Team        |
| 51-58 | GEC  | GreenEDGE Cycling Team |
| 61-68 | SKY  | Sky Procycling         |
| 71-78 | RNT  | RadioShack-Nissan      |
| 81-88 | RAB  | Rabobank Cycling Team  |
| 91-98 | EUS  | Euskaltel-Euskadi      |

| N.      | Cod. | Squadra               |
| ------- | ---- | --------------------- |
| 101-108 | LTB  | Lotto-Belisol Team    |
| 111-118 | MOV  | Movistar Team         |
| 121-128 | VCD  | Vacansoleil-DCM       |
| 131-138 | GRM  | Team Garmin-Barracuda |
| 141-148 | LAM  | Lampre-ISD            |
| 151-158 | ALM  | AG2R La Mondiale      |
| 161-168 | FDJ  | FDJ-BigMat            |
| 171-178 | SAX  | Team Saxo Bank        |
| 181-188 | EUC  | Team Europcar         |
| 191-198 | SAU  | Saur-Sojasun          |

## Dettagli delle tappe

### Prologo
- 24 aprile: Losanna – Cronometro individuale – 3,34 km

Risultati
| Pos. | Corridore       | Squadra        | Tempo |
| ---- | --------------- | -------------- | ----- |
| 1    | Geraint Thomas  | Sky Procycling | 3'29" |
| 2    | Giacomo Nizzolo | RadioShack     | a 5"  |
| 3    | Mark Cavendish  | Sky Procycling | a 6"  |

| Pos. | Corridore       | Squadra        | Tempo |
| ---- | --------------- | -------------- | ----- |
| 1    | Geraint Thomas  | Sky Procycling | 3'29" |
| 2    | Giacomo Nizzolo | RadioShack     | a 5"  |
| 3    | Mark Cavendish  | Sky Procycling | a 6"  |

### 1ª tappa
- 25 aprile: Morges > La Chaux-de-Fonds – 184,5 km

Risultati
| Pos. | Corridore       | Squadra        | Tempo   |
| ---- | --------------- | -------------- | ------- |
| 1    | Bradley Wiggins | Sky Procycling | 4h0'23" |
| 2    | Lieuwe Westra   | Vacansoleil    | s.t.    |
| 3    | Paolo Tiralongo | Astana         | s.t.    |

| Pos. | Corridore       | Squadra        | Tempo    |
| ---- | --------------- | -------------- | -------- |
| 1    | Bradley Wiggins | Sky Procycling | 4h53'51" |
| 2    | Michael Rogers  | Sky Procycling | a 7"     |
| 3    | Bauke Mollema   | Rabobank       | a 9"     |

### 2ª tappa
- 26 aprile: Montbéliard (Francia) > Moutier – 149,1 km

Risultati
| Pos. | Corridore         | Squadra       | Tempo    |
| ---- | ----------------- | ------------- | -------- |
| 1    | Jonathan Hivert   | Saur-Sojasun  | 3h48'11" |
| 2    | Rui Costa         | Movistar Team | s.t.     |
| 3    | Luis León Sánchez | Rabobank      | s.t.     |

| Pos. | Corridore       | Squadra        | Tempo    |
| ---- | --------------- | -------------- | -------- |
| 1    | Bradley Wiggins | Sky Procycling | 8h42'02" |
| 2    | Michael Rogers  | Sky Procycling | a 7"     |
| 3    | Bauke Mollema   | Rabobank       | a 9"     |

### 3ª tappa
- 27 aprile: La Neuveville > Charmey – 157,6 km

Risultati
| Pos. | Corridore         | Squadra       | Tempo    |
| ---- | ----------------- | ------------- | -------- |
| 1    | Luis León Sánchez | Rabobank      | 3h58'29" |
| 2    | Gianni Meersman   | Lotto-Belisol | s.t.     |
| 3    | Paolo Tiralongo   | Astana        | s.t.     |

| Pos. | Corridore         | Squadra        | Tempo     |
| ---- | ----------------- | -------------- | --------- |
| 1    | Bradley Wiggins   | Sky Procycling | 12h40'31" |
| 2    | Luis León Sánchez | Rabobank       | a 1"      |
| 3    | Michael Rogers    | Sky Procycling | a 7"      |

### 4ª tappa
- 28 aprile: Bulle > Sion – 184 km

Risultati
| Pos. | Corridore          | Squadra       | Tempo    |
| ---- | ------------------ | ------------- | -------- |
| 1    | Luis León Sánchez  | Rabobank      | 4h56'13" |
| 2    | Rinaldo Nocentini  | AG2R La Mond. | s.t.     |
| 3    | Branislaŭ Samojlaŭ | Movistar Team | s.t.     |

| Pos. | Corridore         | Squadra        | Tempo     |
| ---- | ----------------- | -------------- | --------- |
| 1    | Luis León Sánchez | Rabobank       | 17h36'35" |
| 2    | Bradley Wiggins   | Sky Procycling | a 9"      |
| 3    | Michael Rogers    | Sky Procycling | a 16"     |

### 5ª tappa
- 29 aprile: Crans-Montana > Crans-Montana – Cronometro individuale – 16,5 km

Risultati
| Pos. | Corridore       | Squadra        | Tempo  |
| ---- | --------------- | -------------- | ------ |
| 1    | Bradley Wiggins | Sky Procycling | 28'56" |
| 2    | Andrew Talansky | Garmin         | a 1"   |
| 3    | Richie Porte    | Sky Procycling | a 17"  |

| Pos. | Corridore       | Squadra        | Tempo     |
| ---- | --------------- | -------------- | --------- |
| 1    | Bradley Wiggins | Sky Procycling | 18h05'40" |
| 2    | Andrew Talansky | Garmin         | a 12"     |
| 3    | Rui Costa       | Movistar Team  | a 36"     |

## Evoluzione delle classifiche
| Tappa              | Vincitore          | Classifica generale Maglia gialla | Classifica scalatori Maglia rosa | Classifica sprint Maglia verde | Classifica giovani Maglia bianca | Classifica squadre |
| ------------------ | ------------------ | --------------------------------- | -------------------------------- | ------------------------------ | -------------------------------- | ------------------ |
| Prol.              | Geraint Thomas     | Geraint Thomas                    | non assegnata                    | non assegnata                  | Giacomo Nizzolo                  | Sky Procycling     |
| 1ª                 | Bradley Wiggins    | Bradley Wiggins                   | Fabrice Jeandesboz               | Stef Clement                   | Andrew Talansky                  | Sky Procycling     |
| 2ª                 | Jonathan Hivert    | Bradley Wiggins                   | Lars Bak                         | Stef Clement                   | Andrew Talansky                  | Sky Procycling     |
| 3ª                 | Luis León Sánchez  | Bradley Wiggins                   | Lars Bak                         | Gatis Smukulis                 | Andrew Talansky                  | Sky Procycling     |
| 4ª                 | Luis León Sánchez  | Luis León Sánchez                 | Pëtr Ignatenko                   | Pëtr Ignatenko                 | Andrew Talansky                  | Sky Procycling     |
| 5ª                 | Bradley Wiggins    | Bradley Wiggins                   | Pëtr Ignatenko                   | Pëtr Ignatenko                 | Andrew Talansky                  | Sky Procycling     |
| Classifiche finali | Classifiche finali | Bradley Wiggins                   | Pëtr Ignatenko                   | Pëtr Ignatenko                 | Andrew Talansky                  | Sky Procycling     |

## Classifiche finali

### Classifica generale - Maglia gialla
| Pos. | Corridore         | Squadra        | Tempo     |
| ---- | ----------------- | -------------- | --------- |
| 1    | Bradley Wiggins   | Sky Procycling | 18h05'40" |
| 2    | Andrew Talansky   | Garmin         | a 12"     |
| 3    | Rui Costa         | Movistar Team  | a 36"     |
| 4    | Richie Porte      | Sky Procycling | a 45"     |
| 5    | Michael Rogers    | Sky Procycling | a 50"     |
| 6    | Roman Kreuziger   | Astana         | a 59"     |
| 7    | Sylwester Szmyd   | Liquigas       | a 1'03"   |
| 8    | Simon Špilak      | Katusha Team   | a 1'13"   |
| 9    | Janez Brajkovič   | Astana         | a 1'14"   |
| 10   | Luis León Sánchez | Rabobank       | a 1'15"   |

### Classifica scalatori - Maglia rosa
| Pos. | Corridore          | Squadra       | Punti |
| ---- | ------------------ | ------------- | ----- |
| 1    | Pëtr Ignatenko     | Katusha Team  | 24    |
| 2    | Lars Bak           | Lotto-Belisol | 21    |
| 3    | Johann Tschopp     | BMC           | 20    |
| 4    | Guillaume Levarlet | Saur-Sojasun  | 18    |
| 5    | Roman Kreuziger    | Astana        | 16    |

### Classifica sprint - Maglia verde
| Pos. | Corridore          | Squadra      | Punti |
| ---- | ------------------ | ------------ | ----- |
| 1    | Pëtr Ignatenko     | Katusha Team | 12    |
| 2    | Gatis Smukulis     | Katusha Team | 12    |
| 3    | Stef Clement       | Rabobank     | 7     |
| 4    | Fabrice Jeandesboz | Saur-Sojasun | 6     |
| 5    | Christian Meier    | GreenEDGE    | 6     |

### Classifica giovani - Maglia bianca
| Pos. | Corridore       | Squadra    | Tempo     |
| ---- | --------------- | ---------- | --------- |
| 1    | Andrew Talansky | Garmin     | 18h05'52" |
| 2    | Thibaut Pinot   | FDJ-BigMat | a 1'09"   |
| 3    | Wilco Kelderman | Rabobank   | a 1'57"   |
| 4    | Mikel Landa     | Euskaltel  | a 2'48"   |
| 5    | George Bennett  | RadioShack | a 3'12"   |

### Classifica a squadre
| Pos. | Squadra               | Tempo     |
| ---- | --------------------- | --------- |
| 1    | Sky Procycling        | 54h18'26" |
| 2    | Astana Pro Team       | a 2'16"   |
| 3    | Movistar Team         | a 2'56"   |
| 4    | Saur-Sojasun          | s.t.      |
| 5    | Rabobank Cycling Team | a 3'17"   |

## Punteggi UCI
| Pos. | Corridore             | Squadra        | Punti |
| ---- | --------------------- | -------------- | ----- |
| 1    | Bradley Wiggins       | Sky Procycling | 112   |
| 2    | Andrew Talansky       | Garmin         | 85    |
| 3    | Rui Costa             | Movistar Team  | 75    |
| 4    | Richie Porte          | Sky Procycling | 62    |
| 5    | Michael Rogers        | Sky Procycling | 51    |
| 6    | Roman Kreuziger       | Astana         | 41    |
| 7    | Sylwester Szmyd       | Liquigas       | 30    |
| 8    | Simon Špilak          | Katusha Team   | 20    |
| 9    | Luis León Sánchez     | Rabobank       | 18    |
| 10   | Janez Brajkovič       | Astana         | 10    |
| 11   | Geraint Thomas        | Sky Procycling | 6     |
| 12   | Gianni Meersman       | Lotto-Belisol  | 5     |
| 13   | Giacomo Nizzolo       | RadioShack     | 4     |
| 14   | Lieuwe Westra         | Vacansoleil    | 4     |
| 15   | Paolo Tiralongo       | Astana         | 4     |
| 16   | Rinaldo Nocentini     | AG2R La Mond.  | 4     |
| 17   | Mark Cavendish        | Sky Procycling | 2     |
| 18   | Branislaŭ Samojlaŭ    | Movistar Team  | 2     |
| 19   | Christian Vande Velde | Garmin         | 1     |
| 20   | Tejay van Garderen    | BMC            | 1     |
| 21   | Maciej Paterski       | Liquigas       | 1     |
| 22   | Ryder Hesjedal        | Garmin         | 1     |
| 23   | Bauke Mollema         | Rabobank       | 1     |
| 24   | Kristof Vandewalle    | Omega Pharma   | 1     |
| 25   | Gorka Verdugo         | Euskaltel      | 1     |

| Pos. | Squadra                | Punti |
| ---- | ---------------------- | ----- |
| 1    | Sky Procycling         | 233   |
| 2    | Team Garmin-Barracuda  | 87    |
| 3    | Movistar Team          | 77    |
| 4    | Astana Pro Team        | 55    |
| 5    | Liquigas-Cannondale    | 31    |
| 6    | Katusha Team           | 20    |
| 7    | Rabobank Cycling Team  | 19    |
| 8    | Lotto-Belisol Team     | 5     |
| 9    | RadioShack-Nissan      | 4     |
| 10   | Vacansoleil-DCM        | 4     |
| 11   | AG2R La Mondiale       | 4     |
| 12   | BMC Racing Team        | 1     |
| 13   | Omega Pharma-Quickstep | 1     |
| 14   | Euskaltel-Euskadi      | 1     |

| Pos. | Nazione     | Punti |
| ---- | ----------- | ----- |
| 1    | Regno Unito | 120   |
| 2    | Australia   | 113   |
| 3    | Stati Uniti | 87    |
| 4    | Portogallo  | 75    |
| 5    | Rep. Ceca   | 41    |
| 6    | Polonia     | 31    |
| 7    | Slovenia    | 30    |
| 8    | Spagna      | 19    |
| 9    | Italia      | 12    |
| 10   | Belgio      | 6     |
| 11   | Paesi Bassi | 5     |
| 12   | Bielorussia | 2     |
| 13   | Canada      | 1     |